# Визовая политика Йемена

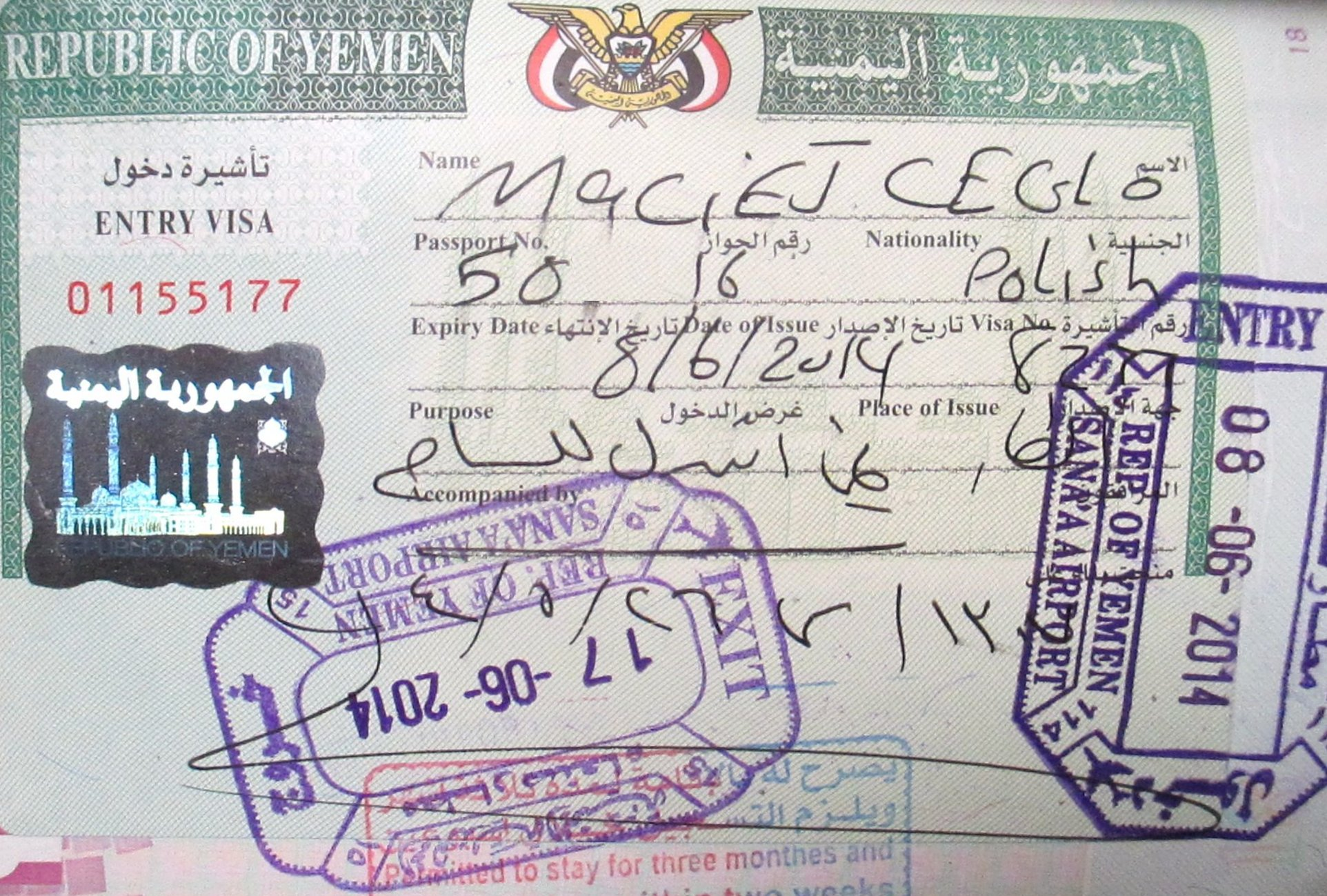
Йеменская виза, выданная гражданину Польши

Визовая политика Йемена состоит из требований, предъявляемых к иностранным гражданам для поездок в Йеменскую Республику, въезда в данную страну и пребывания в ней. Посетители Йемена должны получить визу в одной из дипломатических миссий Йемена, если они не прибывают из одной из стран с визой, граждане которой могут получить визу по прибытии. До января 2010 года в Йемене действовала политика получения визы по прибытии для граждан 50 стран. В ноябре 2021 года Йемен в ходе переговоров с Международной организацией по миграции начал изучать возможность внедрения электронной визовой системы.

## Карта визовой политики

Визовая политика Йемена
Йемен
Безвизовый въезд (30 дней)
Виза по прибытии (3 месяца)
Виза по прибытии (1 месяц)
Требуется получение визы
Въезд запрещён

## Безвизовый въезд
Гонконг является единственной страной, гражданам которой не требуется виза для посещения Йемена. Посетители могут оставаться в стране до 30 дней. Виза также не требуется для лиц йеменского происхождения при наличии подлинного йеменского удостоверения личности или доказательства йеменского происхождения.

## Виза по прибытии
В настоящее время граждане следующих 11 стран могут получить визу по прибытии в Йемен на срок до 3 месяцев:
- Бахрейн
- Египет
- Иордания
- Кувейт
- Малайзия
- Оман
- Катар
- Саудовская Аравия
- Сирия
- ОАЭ

1 месяц
- Алжир

### Въезд по дипломатическим паспортам
Владельцам дипломатических, служебных и специальных паспортов следующих стран разрешается посещать Йемен через визу по прибытии:
- Венгрия (только для владельцев дипломатических паспортов)
- Чехия
- Куба
- Джибути
- Мавритания
- Марокко
- Эфиопия
- Ливан (только для владельцев дипломатических паспортов)
- Пакистан
- Палестина (для владельцев специальных паспортов)
- Турция

## Запрет на въезд
Гражданам Израиля, а также посетителям, имеющим израильские визы (или другие израильские въездные документы), будет отказано во въезде в Йемен.

## Статистика въезда иностранных граждан в Йемен
| Год  | Посетители  |
| ---- | ----------- |
| 1995 | 61 000      |
| 1996 | ▲ 74 000    |
| 1997 | ▲ 80 000    |
| 1998 | ▲ 88 000    |
| 1999 | ▼ 58 000    |
| 2000 | ▲ 73 000    |
| 2001 | ▲ 76 000    |
| 2002 | ▲ 98 000    |
| 2003 | ▲ 155 000   |
| 2004 | ▲ 274 000   |
| 2005 | ▲ 336 000   |
| 2006 | ▲ 1 060 000 |
| 2007 | ▼ 948 000   |
| 2008 | ▲ 1 020 000 |
| 2009 | ▲ 1 030 000 |
| 2010 | ▲ 1 035 000 |
| 2011 | ▲ 1 175 000 |
| 2012 | ▲ 1 282 000 |
| 2013 | ▲ 1 323 000 |
| 2014 | ▼ 1 218 000 |
| 2015 | ▼ 398 000   |